# ナメトキン転位
ナメトキン転位（ナメトキンてんい、英: Nametkin rearrangement）とは、有機化学における人名反応のひとつで、1-置換カンフェンヒドロクロリドが酸の作用により、置換基の位置関係が反転した置換カンフェンに変わる反応のこと。ワーグナー・メーヤワイン転位の一種。1923年に、S. Nametkinが最初の報告を行なった。
機構を下図に示す。まず、塩素の脱離によりカルベニウムイオン（カルボカチオン）が生じ、メチル基の 1,2-転位を経て最後はプロトンの脱離により置換カンフェンとなる。